# Fiat 503
La Fiat 503 è un'autovettura di media gamma prodotta dalla FIAT dal 1926 al 1927.

## Il contesto
Si basava sulla stessa meccanica della Fiat 501 e della Fiat 502, ma aveva un telaio più lungo e un motore più potente, più precisamente 27 cv (a 3000 giri al minuto). La cilindrata restò la medesima dei modelli a cui s'ispirava, vale a dire 1460 cm³ , e il propulsore aveva quattro cilindri. Il cambio era a quattro rapporti manuale. A differenza dei modelli precedenti, i freni erano sulle quattro ruote.
Il sistema di accensione era a magnete, aveva quattro posti e raggiungeva la velocità massima di 72,5 km/h. Era a trazione posteriore.
Sebbene prodotta in due soli anni, la “503” fu realizzata in 42.421 esemplari, nelle differenti versioni berlina, limousine e cabriolet.

## Curiosità
- La prima auto targata Roma fu una Fiat 503. Fu comprata dalla stessa persona che nel 1966 acquistò la milionesima auto targata Roma (una Fiat 124 berlina).[3]
- Alcuni esemplari vennero adattati per meccanizzare le attrezzature agricole come, ad esempio, gli sgranatoi per mais o le motofalciatrici.[4]